# Chotěšov (kraj pilzneński)
Chotěšov – gmina w Czechach, w powiecie Pilzno Południe, w kraju pilzneńskim. Według danych z dnia 1 stycznia 2013 liczyła 2 742 mieszkańców.